# 마리아 호프스타터
마리아 호프스타터(Maria Hofstätter, 1964년 3월 30일 ~ )는 오스트리아의 배우이다.

## 영화
- 섹스, 피티 앤 론리니스 (2017년)
- 파라다이스: 신념 (2012년) - 안나 마리아 역
- 딜리버링 호프 (2010년)
- 아키텍트 (2008년)
- 중국의 모차르트 (2008년)
- 수입/수출 (2006년)
- 매춘부의 아들 (2004년)
- 늑대의 시간 (2003년)
- 개같은 나날 (2001년)